# Diocesi di Urgell

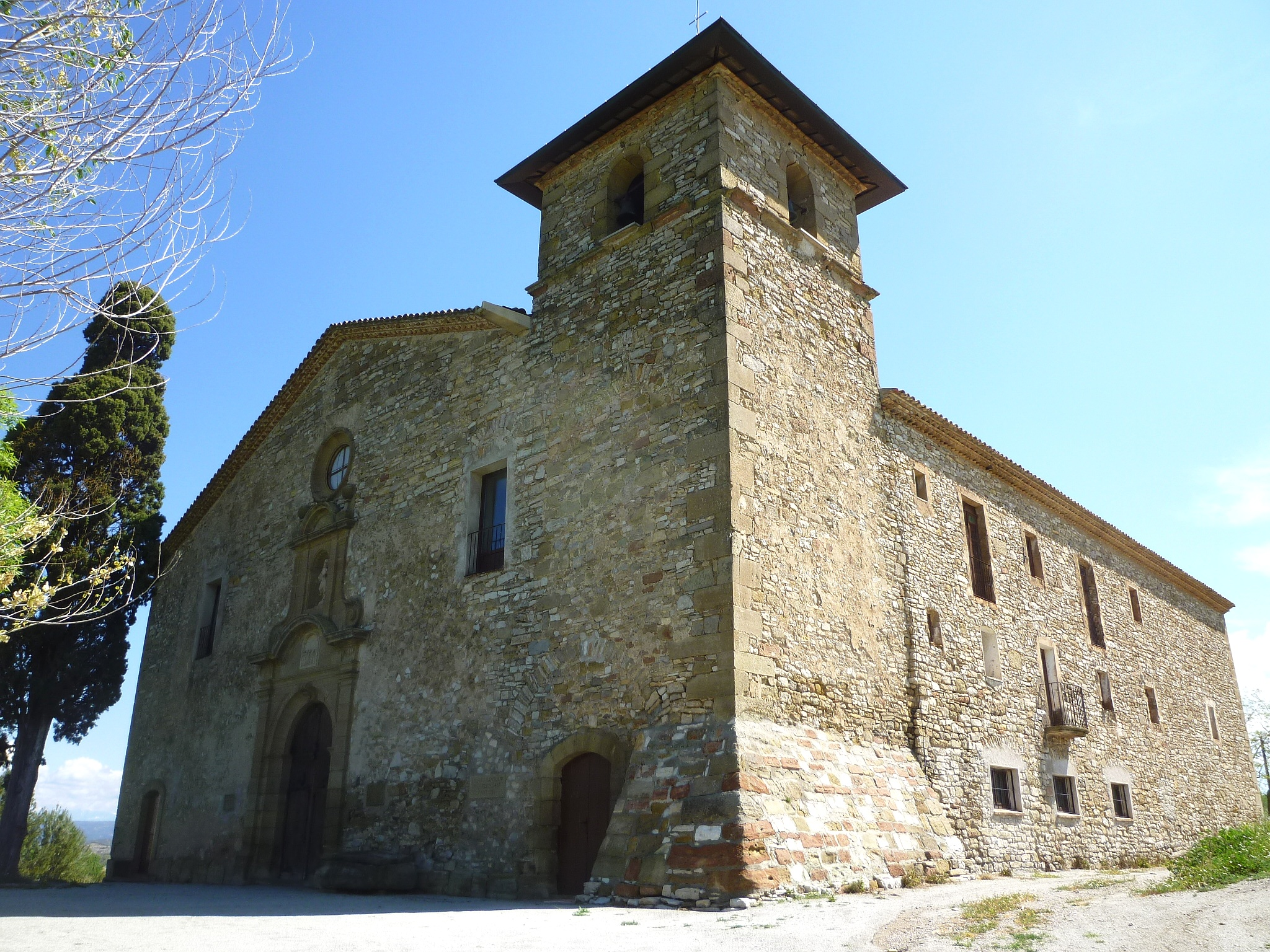
Il santuario eretto a Ivorra nel luogo in cui nel 1010 avvenne un noto miracolo eucaristico.

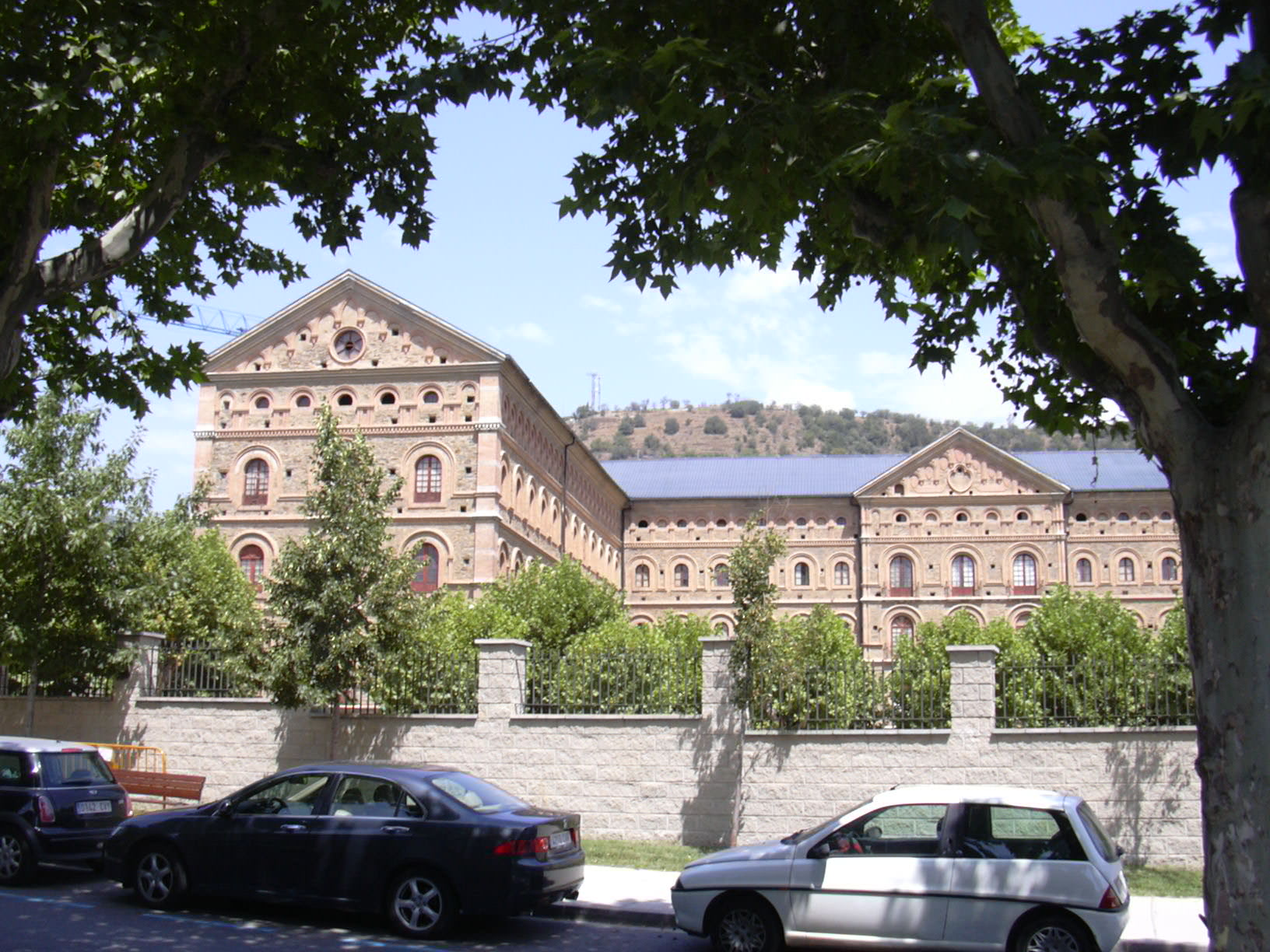
Il seminario diocesano di Urgell.

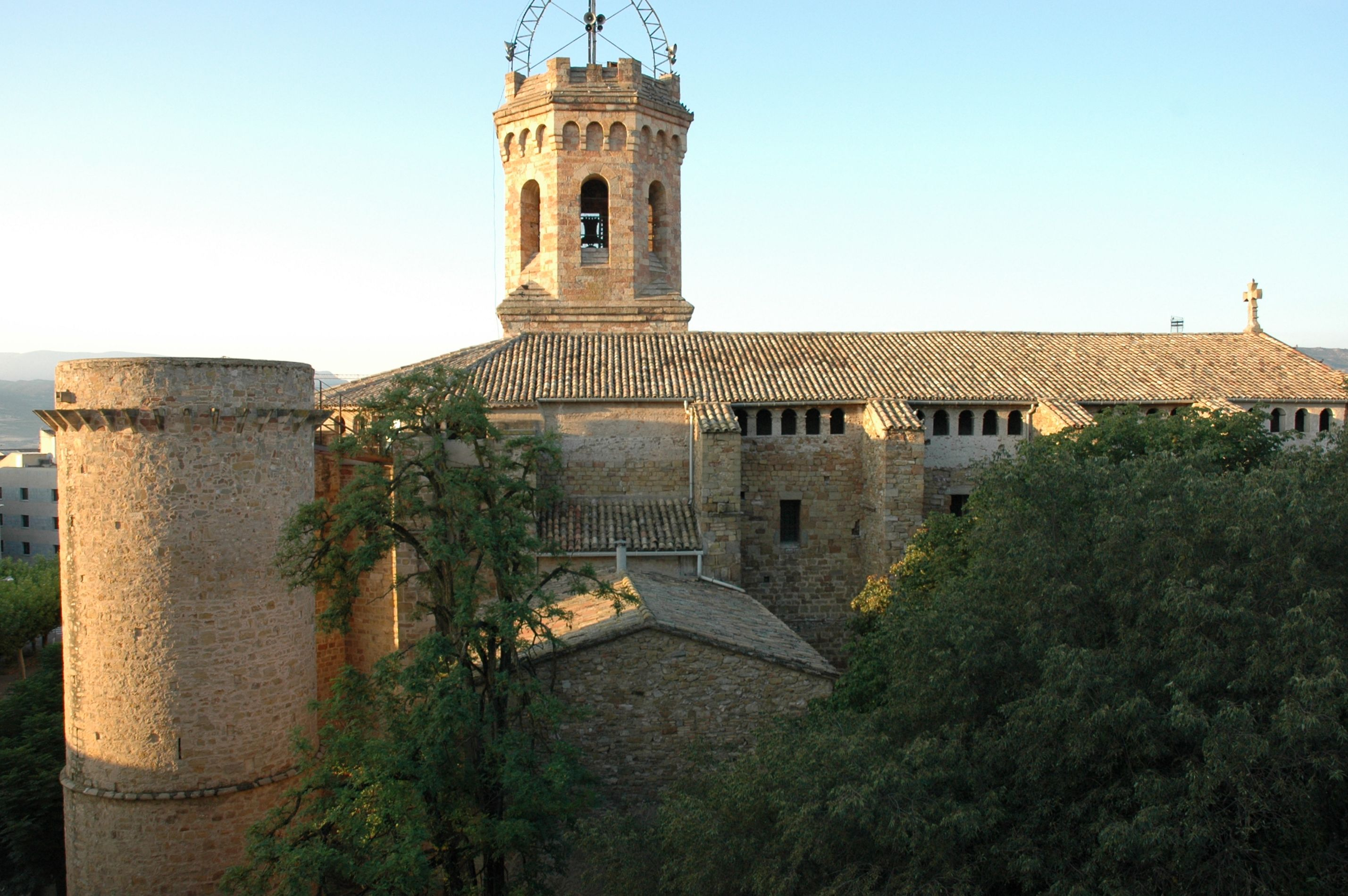
La basilica minore della Madre di Dio di Valdeflores a Tremp.

La diocesi di Urgell (in latino Dioecesis Urgellensis) è una sede della Chiesa cattolica suffraganea dell'arcidiocesi di Tarragona. Nel 2023 contava 212.100 battezzati su 213.604 abitanti. È retta dal vescovo Josep-Lluís Serrano Pentinat.
Il vescovo di Urgell è coprincipe ex officio di Andorra.

## Territorio
La diocesi comprende parte della provincia di Lleida e il principato di Andorra.
Sede vescovile è la città di La Seu d'Urgell, dove si trova la cattedrale di Santa Maria. Oltre alla cattedrale, la diocesi comprende altre 4 basiliche minori: la Madre di Dio di Núria, il Santo Cristo di Balaguer, la Madre di Dio di Valdeflores a Tremp, e il santuario di Nostra Signora di Meritxell.
Il territorio è suddiviso in 9 arcipresbiterati e in 363 parrocchie.

## Storia
La diocesi fu eretta nel IV secolo. Il primo vescovo conosciuto, san Giusto, partecipò ai concili di Toledo (531) e di Lleida e Valencia (546).
La successione episcopale non fu interrotta durante l'invasione araba (714).
Il vescovo Felice (781-799) fu accusato di adozionismo dai teologi carolingi e fu quindi deposto ed esiliato a Lione.
Nel 1010 nella località di Ivorra avvenne un famoso miracolo eucaristico: mentre il parroco Bernat Oliver, che nutriva dubbi sulla transustanziazione stava celebrando l'eucaristia, il vino si tramutò in sangue vivo. Del miracolo il vescovo sant'Ermengol informò subito papa Sergio IV. Reliquie del miracolo furono poi raccolte in un prezioso reliquiario nel 1426 e nel 1663 fu costruito un santuario.
A partire dal X secolo fino al XIII i vescovi di Urgell accumuleranno un rilevante patrimonio di signorie, entrando a pieno titolo nel sistema feudale del tempo. Dall'8 settembre 1278 i vescovi di Urgell sono anche Coprincipi di Andorra.
Intorno all'anno Mille le parrocchie sono raggruppate in arcidiaconati, trasformati in decanati nella seconda metà del XIII secolo e successivamente saranno ancora trasformati in officialati. In epoca moderna, verrà adottata l'attuale suddivisione in arcipresbiterati.
Nell'XI secolo fu introdotta nella diocesi la riforma gregoriana, cioè il passaggio dal rito visigotico al rito romano.
Grande importanza nel Medioevo ebbero le collegiate dei canonici: quelle di Mur e di Àger, furono forse le più importanti di tutta la Catalogna. Saranno abolite in seguito al concordato del 1851, insieme con il capitolo cattedrale, di cui si hanno documenti già nel IX secolo.
I secoli XII e XIII furono caratterizzati dalla crisi albigese, che interessò soprattutto la parte settentrionale della diocesi. Molte chiese furono distrutte e nel 1195 la città e la cattedrale furono saccheggiate. Nella seconda metà del XIII secolo, grazie all'opera dei frati predicatori la crisi giunse al termine, non senza richiedere ancora il martirio di Pere de la Cadireta, Bernat de Travesseres e Ponç de Planès.
A partire dal XIV secolo la Santa Sede esercitò il diritto di elezione del vescovo, prima riservato al capitolo, e fino al Concilio di Trento molti dei vescovi non risiedettero nella diocesi.
Nel 1592 fu istituito il seminario diocesano.
Il 19 luglio 1593 cedette una porzione del suo territorio a vantaggio dell'erezione della diocesi di Solsona.
A partire dal XVII secolo si faranno più frequenti le designazioni dei vescovi da parte della Corona.
Nel 1803 alcune parrocchie il cui territorio era passato alla Francia con il Trattato dei Pirenei del 1659 furono cedute alle diocesi francesi.
Con l'abolizione del feudalesimo (1811 - 1837) la diocesi perse tutti i diritti di giurisdizione politica, conservando solo quelli sul principato di Andorra.
La legge di desamortización di Mendizábal del 1835 e successive leggi analoghe provocarono la chiusura di molti conventi e monasteri.
Durante la guerra civile spagnola, nel 1936 la persecuzione antireligiosa costò la vita a 107 sacerdoti diocesani, cui si devono aggiungere molti altri religiosi e laici, nonché la distruzione di una parte consistente del patrimonio religioso e culturale della diocesi. Alcune delle vittime della guerra civile sono già state canonizzate (primo fra tutti Jaume Hilari nel 1999), di altre è in corso il processo di beatificazione.
Il 2 settembre 1955, in forza del decreto Initis inter della Congregazione concistoriale, furono rivisti i confini della diocesi per farli coincidere con quelli della provincia civile, in applicazione del concordato tra la Santa Sede e il governo spagnolo del 1953. La diocesi di Urgell perse oltre una ventina di parrocchie, passate alle diocesi di Lérida (oggi diocesi di Lleida) e di Barbastro (oggi diocesi di Barbastro-Monzón), ma al contempo acquisì l'arcipresbiterato di Artesa de Segre, già appartenuto alla diocesi di Lérida.
Il 16 marzo 1956, con la lettera apostolica Quasi arx, papa Pio XII ha proclamato la Beata Maria Vergine di Nuria e Sant'Ermengaudio patroni della diocesi.

## Cronotassi dei vescovi
Si omettono i periodi di sede vacante non superiori ai 2 anni o non storicamente accertati.
- San Giusto † (prima del 527 - dopo il 546 deceduto)
- Epigan † (circa 550)
- Marcel I † (circa 570)
- Simplici † (prima del 589 - dopo il 599)[3]
- Gabila ? † (menzionato nel 604)
- Ranari † (menzionato nel 633)[3]
- Maurell † (prima del 653 - dopo il 655)[3]
- Jacint ? † (tra il 672 e il 680)[4]
- Leuberic † (prima del 683 - dopo il 693)[3]
- Urbici † (693 - 704)
- Marcel II † (704 - 721)
- Just II † (721 - 733)
- Nambad ? † (menzionato nel 731 circa)[5]
- Leuderic † (732 - 754)
- Esteve † (754 - 765)
- Dotila † (765 - 783)
- Felice † (circa 783 - 792)
- Radulf † (792 - 798)
- Felice † (798 - 799) (per la seconda volta)
- Leidrat de Lió † (799 - 806)
- Posedoni I † (menzionato il 28 luglio 815)
- Sisebut I † (1º novembre 819 - dopo il 10 marzo 823)
- Posedoni II † (21 giugno 823 - 833)
- Sisebut † (17 novembre 833 - dopo il 13 giugno 840)
- Florenci † (840 - 850)
- Beat † (4 luglio 850 - 857)
- Guisad I † (857 - dopo il 17 marzo 872)
- Golderic † (872 - 885)
- Esclua † (885 - 892)
- Ingobert † (893 - dopo il 12 ottobre 893)
- Nantigis † (900 - dopo il 21 marzo 914)
- Trigilbert † (914)
- Radulf † (914 - dopo il 940)
- Guisad II † (942 - dopo il 30 luglio 978)
- Salla d'Urgell † (12 maggio 981 - 29 settembre 1010 deceduto)
- Sant'Ermengol (Ermengaudio) † (prima del 6 novembre 1010 - 3 novembre 1035 deceduto)
- Eribalo † (prima del 22 aprile 1036 - 19 dicembre 1040 deceduto)
- Guillem Guifredo † (1041 - 24 gennaio 1075 deceduto)
- Bernat Guillermo † (prima del 15 gennaio 1076 - 1º luglio 1092 deceduto)
- Folc II di Cardona † (1092 - aprile 1096 nominato vescovo di Barcellona)
- Guillem Arnau † (1092 - 13 novembre 1095 deceduto)
- Sant'Otón † (prima del 26 marzo 1096 - 7 luglio 1122 deceduto)
- Pere Berenguer † (1122 - 18 marzo 1141 deceduto)
- Bernat Sanç † (circa 1142 - prima del 12 gennaio 1163)
- Bernat Roger † (prima del 30 marzo 1163 - 25 gennaio 1167 deceduto)
- Arnau de Preixens † (prima del 15 maggio 1167 - 1195 dimesso)
- Bernat de Castelló † (1195 - prima dell'8 dicembre 1198 dimesso)
- Bernat de Vilamur † (prima del 25 maggio 1199 - 30 novembre 1203 deceduto)
- Pere de Puigvert † (1203 - 3 aprile 1230 dimesso)
- Ponç de Vilamur † (1230 - 1255 deposto)
- Abril Pérez Peláez † (11 agosto 1257 - aprile 1269 deceduto)
- Pere de Urtx † (3 novembre 1269 - dopo il 12 gennaio 1293 deceduto)
- Guillem de Montcada, O.P. † (19 dicembre 1295 - 3 novembre 1308 deceduto)
- Ramon Trebailla, O.S.B. † (29 luglio 1309 - 12 maggio 1326 deceduto)
- Arnau de Llordat † (27 giugno 1326 - 3 ottobre 1341 nominato vescovo di Tortosa)
- Pietro di Narbona † (17 dicembre 1341 - dopo il 1344 deceduto)
- Niccolò Capocci † (13 giugno 1348 - 17 dicembre 1350 creato cardinale presbitero di San Vitale)
- Hug Desbac, O.S.B. † (25 ottobre 1351 - dopo il 20 febbraio 1361 deceduto)
- Guillem Arnau i Palau † (12 gennaio 1362 - dopo il 29 giugno 1364 deceduto)
- Pere de Lluna † (10 febbraio 1365 - 1370 deceduto)
- Berenguer d'Erill i de Pallars † (20 settembre 1370 - dopo il 3 maggio 1387 deceduto)
- Galcerà de Vilanova † (11 marzo 1388 - 15 aprile 1415 deceduto)
- Francesc de Tovia † (15 novembre 1416 - 14 aprile 1436 deceduto)
- Arnau Roger de Pallars † (19 luglio 1437 - 16 agosto 1461 deceduto)
- Giacomo de Cardona i de Gandia † (23 settembre 1461 - 1º dicembre 1466 deceduto)
- Rodrigo Borgia † (27 novembre 1467 - 11 dicembre 1472 nominato vescovo di Barcellona)
- Pietro de Cardona † (11 dicembre 1472 - 8 gennaio 1515 nominato arcivescovo di Tarragona)
- Juan de Espés † (18 aprile 1515 - 24 ottobre 1530 deceduto)
- Pedro Jordán de Urríes, O.S.B. † (15 maggio 1532 - 10 gennaio 1533 deceduto)
- Francisco de Urríes † (8 giugno 1534 - 26 ottobre 1551 deceduto)
  - Joan Punyet † (26 ottobre 1551 - 22 ottobre 1552) (amministratore apostolico)
- Miguel Puig † (22 ottobre 1552 - 13 aprile 1556 nominato vescovo di Lérida)
- Juan García Pérez y Oliván † (24 aprile 1556 - 23 settembre 1560 deceduto)
- Pedro Castellet † (8 agosto 1561 - 1º febbraio 1571 deceduto)
- Juan Dimas Loris † (9 giugno 1572 - 4 luglio 1576 nominato vescovo di Barcellona)
- Miguel Jerónimo Morell † (21 febbraio 1578 - 23 agosto 1579 deceduto)
- Hugo Ambrosio de Moncada † (9 maggio 1580 - 8 dicembre 1586 deceduto)
- Andrés Capella, O.Cart. † (29 gennaio 1588 - 22 settembre 1609 deceduto)
- Bernardo de Salba, O.F.M. † (26 maggio 1610 - 24 febbraio 1620 deceduto)
  - Sede vacante (1620-1622)
- Luis Díaz Aux de Armendáriz, O.Cist. † (8 agosto 1622 - 3 gennaio 1627 deceduto)
- Antonio Pérez, O.S.B. † (17 maggio 1627 - 21 febbraio 1633 nominato vescovo di Lérida)
- Pablo Durán † (9 gennaio 1634 - 18 febbraio 1651 deceduto)
  - Sede vacante (1651-1655)
- Juan Manuel de Espinosa, O.S.B. † (25 ottobre 1655 - 26 novembre 1663 nominato arcivescovo di Tarragona)
- Melcior Palau i Boscà † (23 giugno 1664 - 29 aprile 1670 deceduto)
- Pere de Copons i de Teixidor † (22 dicembre 1670 - 16 marzo 1681 deceduto)
- Joan Desbach i Martorell † (16 febbraio 1682 - 16 agosto 1688 deceduto)
- Oleguer de Montserrat Rufet † (23 maggio 1689 - 19 ottobre 1694 deceduto)
- Julián Cano y Tovar, O.Carm. † (4 luglio 1695 - 17 gennaio 1714 nominato vescovo di Avila)
- Simeón Guinda Apéztegui, O.S.A. † (17 settembre 1714 - 27 agosto 1737 deceduto)
- Jorge Casado Torreblanca † (5 maggio 1738 - 12 maggio 1747 dimesso)
- Sebastián José Victoria Emparán y Loyola † (15 maggio 1747 - 2 ottobre 1756 deceduto)
- Francisco José Catalán Ocón † (28 marzo 1757 - 8 settembre 1762 deceduto)
- Francisco Fernández Játiva † (21 marzo 1763 - 22 aprile 1771 deceduto)
- Joaquín Santiyán Valdivieso † (11 novembre 1771 - 1º marzo 1779 nominato arcivescovo di Tarragona)
- Juan de García y Montenegro † (18 settembre 1780 - 23 maggio 1783 deceduto)
- José Boltas, O.F.M.Disc. † (14 febbraio 1785 - 8 dicembre 1795 deceduto)
- Francisco Antonio La Dueña Cisneros † (24 luglio 1797 - 23 settembre 1816 nominato vescovo di Segorbe)
- Bernardo Francés Caballero † (28 luglio 1817 - 27 settembre 1824 nominato arcivescovo di Saragozza)
- Isidoro Bonifacio López Pulido, O.P. † (20 dicembre 1824 - 21 maggio 1827 nominato vescovo di Segovia)
- Simón Rojas Guardiola y Hortoneda, O.S.B. † (25 giugno 1827 - 22 agosto 1851 deceduto)
- Josep Caixal i Estradé † (10 marzo 1853 - 26 agosto 1879 deceduto)
- Salvador Casañas y Pagés † (22 settembre 1879 - 18 aprile 1901 nominato vescovo di Barcellona)
- Ramón Ríu y Cabanas † (18 aprile 1901 - 27 dicembre 1901 deceduto)
- Juan José Laguarda y Fenollera † (9 giugno 1902 - 6 dicembre 1906 nominato vescovo di Jaén)
- Juan Benlloch y Vivó † (6 dicembre 1906 - 7 gennaio 1919 nominato arcivescovo di Burgos)
- Justí Guitart i Vilardebó † (9 gennaio 1920 - 31 gennaio 1940 deceduto)
  - Sede vacante (1940-1942)
- Ramón Iglesias i Navarri † (29 dicembre 1942 - 29 aprile 1969 ritirato[6])
- Juan Martí Alanis † (25 novembre 1970 - 12 maggio 2003 dimesso)
- Joan Enric Vives i Sicília (12 maggio 2003 succeduto - 31 maggio 2025 ritirato)
- Josep-Lluís Serrano Pentinat, succeduto il 31 maggio 2025

## Istituti religiosi presenti in diocesi
Nel 2013 contavano case in diocesi i seguenti istituti religiosi:
- Chierici regolari poveri della Madre di Dio delle scuole pie
- Clarisse
- Figli della Sacra Famiglia
- Fratelli delle scuole cristiane
- Fratelli maristi delle scuole
- Missionarie dell'Immacolata Concezione della Beata Vergine Maria
- Missionarie figlie del Cuore di Maria
- Ordine di San Benedetto
- Piccole suore degli anziani abbandonati

- Religiose di Maria Immacolata
- Religiose domenicane dell'Annunziata
- Società salesiana di San Giovanni Bosco
- Suore carmelitane della carità di Vedruna
- Suore carmelitane di San Giuseppe
- Suore dell'Angelo Custode
- Suore francescane della Croce bianca
- Suore della Sacra Famiglia di Urgell
- Suore della Sacra Famiglia di Villefranche

## Statistiche
La diocesi nel 2023 su una popolazione di 213.604 persone contava 212.100 battezzati, corrispondenti al 99,3% del totale.
| anno | popolazione | popolazione | popolazione | presbiteri | presbiteri | presbiteri | presbiteri                | diaconi | religiosi | religiosi | parrocchie |
| anno | battezzati  | totale      | %           | numero     | secolari   | regolari   | battezzati per presbitero | diaconi | uomini    | donne     | parrocchie |
| ---- | ----------- | ----------- | ----------- | ---------- | ---------- | ---------- | ------------------------- | ------- | --------- | --------- | ---------- |
| 1950 | 139.926     | 139.932     | 100,0       | 286        | 259        | 27         | 489                       |         | 112       | 296       | 497        |
| 1970 | 143.007     | 143.233     | 99,8        | 258        | 227        | 31         | 554                       |         | 100       | 367       | 407        |
| 1980 | 139.860     | 140.240     | 99,7        | 181        | 160        | 21         | 772                       |         | 66        | 254       | 404        |
| 1990 | 158.696     | 165.401     | 95,9        | 145        | 130        | 15         | 1.094                     | 1       | 51        | 205       | 415        |
| 1999 | 172.830     | 178.080     | 97,1        | 133        | 122        | 11         | 1.299                     | 3       | 47        | 182       | 408        |
| 2000 | 172.830     | 178.080     | 97,1        | 124        | 114        | 10         | 1.393                     | 3       | 45        | 145       | 408        |
| 2001 | 178.290     | 187.395     | 95,1        | 127        | 116        | 11         | 1.403                     | 3       | 47        | 159       | 363        |
| 2002 | 178.295     | 184.395     | 96,7        | 126        | 118        | 8          | 1.415                     | 3       | 47        | 140       | 363        |
| 2003 | 178.295     | 184.395     | 96,7        | 125        | 118        | 7          | 1.426                     | 2       | 39        | 138       | 363        |
| 2004 | 178.295     | 184.395     | 96,7        | 123        | 117        | 6          | 1.449                     | 2       | 39        | 129       | 363        |
| 2010 | 195.270     | 202.803     | 96,3        | 107        | 98         | 9          | 1.824                     | 1       | 37        | 115       | 363        |
| 2014 | 208.486     | 216.337     | 96,4        | 100        | 94         | 6          | 2.084                     | 1       | 31        | 103       | 363        |
| 2017 | 209.100     | 213.497     | 97,9        | 80         | 77         | 3          | 2.613                     | 3       | 31        | 100       | 363        |
| 2020 | 209.100     | 214.158     | 97,6        | 81         | 80         | 1          | 2.581                     | 3       | 27        | 98        | 363        |
| 2022 | 212.100     | 213.604     | 99,3        | 74         | 73         | 1          | 2.866                     | 3       | 20        | 84        | 363        |
| 2023 | 212.100     | 213.604     | 99,3        | 71         | 70         | 1          | 2.987                     | 4       | 20        | 78        | 363        |